# PREMIER
«Premier» — російська розважальна компанія, постачальник фільмів і серіалів на основі потокового мультимедіа. Заснована 16 серпня 2018 року холдингом «Газпром-Медіа». Пропонує доступ по моделі підписки (SVOD) до популярних телевізійних шоу і серіалів, до потокового відео, ексклюзивних матеріалів, які не увійшли до основного контент розважальних телеканалів, що входять в субхолдинг «Газпром-Медіа розважальне телебачення»: «НТВ», «ТНТ», «ТВ-3», «Пятница!», «ТНТ4», «2x2», «Матч ТВ», «Матч!Страна» і «Супер».

## Історія
Premier був запущений 16 серпня 2018 року. У день старту даної платформи користувачі змогли подивитися відразу дві прем'єри від телеканалу ТНТ: серіал Семена Слепакова «Домашній арешт» і другий сезон скетчкому від Гаріка Харламова і Тимура Батрутдінова «ХБ», а також нові випуски шоу «Імпровізація», «Де логіка?», «Stand Up» і продовження комедійного серіалу «Деффчонкі». В цей же день в офіційному співтоваристві ТНТ у ВКонтакте в режимі онлайн відбулася презентація першої серії серіалу «Домашній арешт».
30 серпня 2019 року сервіс відмовився від приставки ТНТ в назві, змінивши її на Premier.
7 листопада 2019 року на сервісі відбувся запуск розділу «Щоденний Premier», який доступний для безкоштовного перегляду і включає в себе різні документальні та розважальні проекти. Також в цей день відбулася ексклюзивна прем'єра шоу «#ещёнепознер» — авторського проекту журналіста Миколи Солоднікова, що виходить на YouTube.
У 2025 році «Газпром-медіа» об'єднав онлайн-кінотеатр «Premier», сервіс коротких відео Yappy (який мав стати російським аналогом TikTok) під загальним брендом Rutube. Це підтвердила 10 червня 2025 року керівниця телеканалу «ТНТ» Тіна Канделакі, заявивши, що протягом найближчого року відбувається укрупнення активів. Менеджерка пояснила це рішення тим, що «такої кількості платформ, як сьогодні, просто не залишиться — у них немає вже жодної потреби».

## Керівництво

### Сервіс Premier

#### Генеральний директор
- Іван Гродецкий (з 16 червня 2020 року) [10]

#### Генеральний продюсер
- Тимур Вайнштейн (з 16 червня 2020 року) [10]

### Premier Studios

#### керівники
- Валерій Федорович (з 21 лютого 2019) [11]
- Євген Никишов (з 21 лютого 2019)

#### Генеральний продюсер
- Неллі Яралова (з 1 серпня 2019) [12]

## Проекти Premier Studios
| Назва                                 | дати виходу                                                             | кількість епізодів | статус                  |
| ------------------------------------- | ----------------------------------------------------------------------- | ------------------ | ----------------------- |
| Домашній арешт                        | 16 серпня - 25 жовтня 2018                                              | 12                 | завершений              |
| бонус                                 | 20 вересня - 20 грудня 2018                                             | 16                 | завершений              |
| Телефонуйте ДіКапріо!                 | 20 жовтня - 1 грудня 2018, фільм про серіал - 8 серпня 2019             | 8                  | завершений              |
| Мертве озеро                          | 14 березня - 25 квітня 2019                                             | 8                  | завершений              |
| секта                                 | 23 травня 2019                                                          | 8                  | завершений              |
| Звичайна жінка. нерозказана історія   | 20 червня 2019                                                          | 9                  | готується другий сезон  |
| БіХеппі                               | 11 липня - 15 серпня 2019                                               | 8                  | завершений              |
| вчителі                               | 22 серпня - 24 жовтня 2019                                              | 12                 | готується другий сезон  |
| епідемія                              | 14 листопада 2019 - 3 січня 2020                                        | 8                  | готується другий сезон  |
| Колл центр                            | 23 березня 2020 року - теперішній час                                   | 8                  | готується другий сезон  |
| # СідЯдома                            | 16 квітня - 4 червня 2020                                               | 8                  | завершений              |
| Світ! Дружба! Жуйка!                  | 23 квітня 2020 року - теперішній час, фільм про серіал - 28 травня 2020 | 8                  | готується другий сезон  |
| Generation П                          | 11 червня - 16 липня 2020                                               | 10                 | завершений              |
| Гра на виживання                      | 31 серпня 2020 року -                                                   | 12                 | завершений перший сезон |
| ідентифікація                         |                                                                         | 8                  | у виробництві           |
| Документаліст. Мисливець за привидами |                                                                         | 8                  | у виробництві           |
| політ                                 |                                                                         | 8                  | у виробництві           |

### Фільми
- «Рік свині» (2018)
- «На край світу» (2019)
- «Чорнобиль. Зона відчуження. Фінал» (2019)
- «Вірність» (2019)
- « Гроза » (2019)
- «Аванпост» (2019)
- «Золоте кільце» (2020)
- «Карамора» (2020 року, у виробництві)
- «Мертві душі» (2021, у виробництві)
- «Метро 2033» (2022, у виробництві) [13] [14]

### Документальні фільми
- «З закритими вікнами. Чесна біографія Кирила Тлумацького»(2019) — про російського хіп-хоп виконавця Децла.
- «Фадєєв завдає удару у відповідь» (2020)
- «Запрошення на бал. Жертви російського Наполеона» (2020) — про Олега Соколова.
- «Тулунскій маніяк. Полонянки шкіряного мішка» (2020)

### Шоу
- «ХБ» (2018) - 2 сезон скетчкому, раніше йшов на ТНТ
- «Love is ...» (2019) — фінальні серії жіночого скетчкому, раніше йшов на ТНТ
- «Хейт ток» (2019) — шоу, в якому зірки зустрічаються віч-на-віч зі своїми Хейтер і відповідають на їхні запитання.
- «#ещёнепознер» (2019) — авторське шоу в форматі інтерв'ю, автором і ведучим якого є Микола Солодников. Першим гостем шоу на платформі стала актриса Ксенія Раппопорт.
- «Тріп» (2019) — розслідування молодих журналістів.
- «Потік» (2019) — пілотна серія серіалу про людей, що створюють сучасну музику.
- «Хочу сибаса» (2020) — тревел-шоу з відеоблогерамі.
- «Закритий світ» (2020) — документальне реаліті-шоу.
- «Сповідь» (2020) — автобіографічні документальні фільми з відвертими зізнаннями від медійних особистостей.

На сервісі також знаходяться шоу виробництва компанії «Medium Quality» В'ячеслава Дусмухаметова ( «Ошуительное хоу», «Я себя знаю!», «Зідзвонився», «RoastBattle» та ін.).

## Рейтинги
16 серпня за перші години роботи на Premier було зареєстровано кілька десятків тисяч акаунтів. За першу добу роботи додаток Premier було встановлено більш ніж на 100 тис. мобільних пристроях. Застосунок увійшло в топ-5 безкоштовних додатків в App Store і Google Play, посівши перше місце в категорії «Розваги» в App Store і друге місце в категорії додатків «Набирають популярність»  в Google Play.
За перший місяць роботи кількість унікальних відвідувачів сайту Premier перевищило 2 млн  осіб, а кількість установок мобільного застосунку сягала кілька сот тисяч завантажень. Крім того, за підсумками місяця додаток Premier очолив ТОП-5 безкоштовних мобільних додатків в категорії «Розваги» в App Store і посіло третє місце в категорії «Розваги» (безкоштовні) в Google Play.
За перші 30 днів роботи контент, який представлений на Premier до ефіру, зібрав понад 3,9 млн перегляді .5